# Villamayor de Treviño
Villamayor de Treviño est une commune d'Espagne dans la communauté autonome de Castille-et-León, province de Burgos. Elle s'étend sur 20,726 km2 et comptait environ 88 habitants en 2011.